# Sociedad Deportiva Ponferradina
La Sociedad Deportiva Ponferradina, o più semplicemente Ponferradina, è una squadra di calcio spagnola che milita nella Primera División RFEF, la terza serie del campionato spagnolo di calcio. La squadra ha sede nella città di Ponferrada, nella Provincia di León (Castiglia e León) e gioca le partite casalinghe all'Estadio El Toralín. Nel 2009 è diventata Sociedad Anónima Deportiva.

## Storia
Il club fu fondato il 7 giugno 1922 e il suo primo presidente fu Rogelio López Boto, nel 1934-1935 vinse il campionato regionale ma solo otto anni dopo venne promosso in Tercera División, nel 1967 ha ottenuto una storica vittoria per 6-1 contro il Real Madrid. La squadra ha sempre militato in divisioni inferiori fino alla prima storica promozione in Segunda División nella stagione 2005-2006 dalla quale è retrocessa l'anno dopo. Nel 2004-2005 vince per la prima volta il Gruppo II della Segunda División B, risultato bissato nella stagione 2007-2008 con l'allenatore David Amaral, ha anche vinto tre campionati di Tercera División nel 1957–1958, 1965–1966, 1986–1987. Le rivalità più accese sono quelle con Burgos e Leonesa.

## Stadio
L'Estadio El Toralín è stato inaugurato il 5 settembre 2000 in occasione di un incontro amichevole contro il Celta Vigo. Inizialmente aveva una capienza di 6.123 posti, portati a 8.300 nel 2006. Nel 2011, è stato ulteriormente ampliato a 8.800 posti, quelli attuali, in occasione della partita di Coppa del Re giocata contro il Real Madrid CF il 20 dicembre e terminata 5-1 per i 'Blancos'. Le sue dimensioni sono di 105 x 70 m e sostituisce il vecchio stadio Estadio Fuentesnuevas (1975-2000) e l'Estadio Santa Marta (1923-1975). Il campo d'allenamento è Estadio Municipal Colomán Trabado.

## Storia nella Liga
- Stagioni in Segunda División: 5
- Stagione in Segunda División B: 18
- Stagioni in Tercera División: 46
- Stagioni in Divisiones Regionales de Fútbol: 3
- Stagioni in Coppa del Re: 24
- Miglior piazzamento nella Liga: 7° (Segunda División, 2012-13)
- Peggior piazzamento nella Liga: 21° (Segunda División, 2010-11)

## Palmarès

### Competizioni nazionali
- Segunda División B: 3

2004-2005, 2007-2008, 2009-2010

### Altri piazzamenti
- Segunda División B:

Secondo posto: 2011-2012 (gruppo II)
Terzo posto: 2008-2009 (gruppo I), 2018-2019 (gruppo 1)

## Organico

### Rosa 2023-2024
Aggiornata al 15 agosto 2023.
| N. |                      | Ruolo | Calciatore      |
| -- | -------------------- | ----- | --------------- |
| 1  | Spagna (bandiera)    | P     | Andrés Prieto   |
| 2  | Spagna (bandiera)    | D     | Álex Díez       |
| 3  | Spagna (bandiera)    | D     | Nil Jiménez     |
| 4  | Argentina (bandiera) | D     | Kevin Sibille   |
| 5  | Spagna (bandiera)    | D     | Jesús Fernández |
| 6  | Nigeria (bandiera)   | C     | James Igbekeme  |
| 7  | Spagna (bandiera)    | C     | Ernesto Gómez   |
| 8  | Spagna (bandiera)    | C     | Pol Llonch      |
| 9  | Spagna (bandiera)    | A     | Álvaro Vázquez  |
| 10 | Brasile (bandiera)   | A     | Yuri (capitano) |
| 11 | Spagna (bandiera)    | C     | Raúl Dacosta    |
| 12 | Spagna (bandiera)    | C     | Pablo Clavería  |
| 13 | Spagna (bandiera)    | P     | Ángel Jiménez   |

| N. |                    | Ruolo | Calciatore      |
| -- | ------------------ | ----- | --------------- |
| 14 | Spagna (bandiera)  | C     | Josep Cerdà     |
| 15 | Spagna (bandiera)  | D     | Antonio Leal    |
| 16 | Spagna (bandiera)  | D     | Markel Lozano   |
| 17 | Francia (bandiera) | D     | Thomas Carrique |
| 18 | Spagna (bandiera)  | C     | Brais Abelenda  |
| 19 | Spagna (bandiera)  | D     | Andoni López    |
| 20 | Spagna (bandiera)  | D     | Javi Lancho     |
| 21 | Spagna (bandiera)  | D     | Palanca         |
| 22 | Spagna (bandiera)  | C     | David Soto      |
| 23 | Spagna (bandiera)  | C     | Mangel Prendes  |
| 25 | Spagna (bandiera)  | P     | Alejandro Palop |
| 29 | Spagna (bandiera)  | C     | Borja Valle     |

### Rosa 2022-2023
Aggiornata all'8 febbraio 2023.
| N. |                    | Ruolo | Calciatore        |
| -- | ------------------ | ----- | ----------------- |
| 1  | Iran (bandiera)    | P     | Amir Abedzadeh    |
| 3  | Spagna (bandiera)  | D     | Adrián Diéguez    |
| 4  | Romania (bandiera) | D     | Alexandru Pașcanu |
| 5  | Spagna (bandiera)  | D     | José Amo          |
| 6  | Marocco (bandiera) | D     | Soufiane Chakla   |
| 7  | Spagna (bandiera)  | C     | Dani Ojeda        |
| 8  | Spagna (bandiera)  | C     | Agus Medina       |
| 10 | Brasile (bandiera) | A     | Yuri (capitano)   |
| 11 | Nigeria (bandiera) | C     | Kelechi Nwakali   |
| 13 | Spagna (bandiera)  | P     | Miguel San Román  |
| 15 | Spagna (bandiera)  | D     | Adrián Castellano |

| N. |                       | Ruolo | Calciatore    |
| -- | --------------------- | ----- | ------------- |
| 16 | Spagna (bandiera)     | D     | Moi Delgado   |
| 17 | Portogallo (bandiera) | A     | Heri          |
| 18 | Spagna (bandiera)     | C     | Erik Morán    |
| 19 | Spagna (bandiera)     | A     | Edu Espiau    |
| 20 | Spagna (bandiera)     | C     | José Naranjo  |
| 21 | Spagna (bandiera)     | D     | Álex Díez     |
| 22 | Spagna (bandiera)     | D     | Paris Adot    |
| 23 | Brasile (bandiera)    | A     | Derik Lacerda |
| 24 | Ghana (bandiera)      | C     | Sabit Abdulai |
| 30 | Spagna (bandiera)     | C     | Hugo Vallejo  |
| 34 | Spagna (bandiera)     | A     | Naim García   |

### Rosa 2021-2022
Aggiornata al 17 gennaio 2022.
| N. |                     | Ruolo | Calciatore         |
| -- | ------------------- | ----- | ------------------ |
| 1  | Iran (bandiera)     | P     | Amir Abedzadeh     |
| 2  | Spagna (bandiera)   | D     | Iván Rodríguez     |
| 3  | Spagna (bandiera)   | D     | José Ríos          |
| 4  | Romania (bandiera)  | D     | Alexandru Pașcanu  |
| 5  | Spagna (bandiera)   | D     | José Amo           |
| 6  | Romania (bandiera)  | C     | Paul Anton         |
| 7  | Spagna (bandiera)   | C     | Dani Ojeda         |
| 8  | Spagna (bandiera)   | C     | Agus Medina        |
| 9  | Spagna (bandiera)   | A     | Sergi Enrich       |
| 10 | Brasile (bandiera)  | A     | Yuri (capitano)    |
| 11 | Spagna (bandiera)   | C     | Cristian Rodríguez |
| 13 | Colombia (bandiera) | P     | Lucho García       |
| 14 | Spagna (bandiera)   | D     | Ricard Pujol       |

| N. |                     | Ruolo | Calciatore          |
| -- | ------------------- | ----- | ------------------- |
| 15 | Spagna (bandiera)   | D     | Adrián Castellano   |
| 17 | Colombia (bandiera) | A     | Juan Camilo Becerra |
| 18 | Spagna (bandiera)   | C     | Erik Morán          |
| 19 | Spagna (bandiera)   | A     | Edu Espiau          |
| 20 | Spagna (bandiera)   | C     | José Naranjo        |
| 21 | Spagna (bandiera)   | A     | Dani Romera         |
| 22 | Spagna (bandiera)   | D     | Paris Adot          |
| 23 | Spagna (bandiera)   | C     | Saúl Crespo         |
| 24 | Spagna (bandiera)   | A     | Kuki Zalazar        |
| 27 | Spagna (bandiera)   | D     | José Copete         |
| 28 | Ecuador (bandiera)  | C     | Kike Saverio        |
| 35 | Spagna (bandiera)   | P     | Sergi Puig          |

### Rosa 2020-2021
Aggiornata al 3 aprile 2021.
| N. |                      | Ruolo | Calciatore               |
| -- | -------------------- | ----- | ------------------------ |
| 1  | Argentina (bandiera) | P     | Gianfranco Gazzaniga     |
| 2  | Spagna (bandiera)    | D     | Iván Rodríguez           |
| 3  | Spagna (bandiera)    | D     | Ríos Reina               |
| 5  | Spagna (bandiera)    | D     | José Amo                 |
| 6  | Spagna (bandiera)    | C     | Óscar Sielva             |
| 7  | Spagna (bandiera)    | A     | Gaspar Panadero          |
| 8  | Spagna (bandiera)    | C     | Pablo Larrea             |
| 9  | Spagna (bandiera)    | A     | Kaxe                     |
| 10 | Brasile (bandiera)   | A     | Yuri de Souza (capitano) |
| 11 | Mali (bandiera)      | A     | Moussa Sidibé            |
| 13 | Spagna (bandiera)    | P     | Manu García              |
| 14 | Spagna (bandiera)    | C     | Sergio Aguza             |
| 15 | Niger (bandiera)     | D     | Yacouba Hamani           |
| 16 | Spagna (bandiera)    | C     | Curro Sánchez            |

| N. |                     | Ruolo | Calciatore        |
| -- | ------------------- | ----- | ----------------- |
| 17 | Spagna (bandiera)   | D     | Adri Castellano   |
| 18 | Spagna (bandiera)   | C     | Erik Morán        |
| 19 | Spagna (bandiera)   | A     | Carlos Doncel     |
| 20 | Spagna (bandiera)   | A     | Pablo Valcarce    |
| 21 | Spagna (bandiera)   | A     | Dani Romera       |
| 22 | Spagna (bandiera)   | D     | Paris Adot        |
| 23 | Spagna (bandiera)   | C     | Saúl Crespo       |
| 25 | Spagna (bandiera)   | P     | José Antonio Caro |
| 26 | Colombia (bandiera) | A     | Edward Bolaños    |
| 27 | Spagna (bandiera)   | D     | Manu Hernando     |
| 28 | Romania (bandiera)  | D     | Alexandru Pașcanu |
| 30 | Colombia (bandiera) | C     | Juergen Elitim    |
| 33 | Spagna (bandiera)   | C     | Alejandro Viedma  |
| 46 | Spagna (bandiera)   | D     | Alfredo Pedraza   |

### Rosa 2019-2020
Aggiornata al 4 febbraio 2020.
| N. |                      | Ruolo | Calciatore           |
| -- | -------------------- | ----- | -------------------- |
| 1  | Argentina (bandiera) | P     | Gianfranco Gazzaniga |
| 2  | Spagna (bandiera)    | D     | Son                  |
| 3  | Spagna (bandiera)    | D     | José Antonio Ríos    |
| 4  | Spagna (bandiera)    | D     | Pablo Trigueros      |
| 5  | Argentina (bandiera) | D     | Fabián Noguera       |
| 6  | Spagna (bandiera)    | C     | Óscar Sielva         |
| 7  | Spagna (bandiera)    | C     | Omar Ramos           |
| 8  | Spagna (bandiera)    | C     | Pablo Larrea         |
| 9  | Spagna (bandiera)    | A     | Kaxe                 |
| 10 | Brasile (bandiera)   | A     | Yuri de Souza        |
| 11 | Spagna (bandiera)    | C     | Iván López           |
| 12 | Spagna (bandiera)    | D     | Iván Rodríguez       |

| N. |                      | Ruolo | Calciatore       |
| -- | -------------------- | ----- | ---------------- |
| 13 | Spagna (bandiera)    | P     | Manu García      |
| 14 | Spagna (bandiera)    | D     | Luis Valcarce    |
| 15 | Spagna (bandiera)    | C     | Nacho Gil        |
| 16 | Spagna (bandiera)    | C     | Fran Manzanara   |
| 18 | Spagna (bandiera)    | A     | Asier Benito     |
| 20 | Spagna (bandiera)    | C     | Pablo Valcarce   |
| 22 | Argentina (bandiera) | D     | Franco Russo     |
| 23 | Spagna (bandiera)    | C     | Saúl Crespo      |
| 24 | Spagna (bandiera)    | C     | Francesc Fullana |
| 25 | Spagna (bandiera)    | P     | René             |
| 26 | Spagna (bandiera)    | C     | Javi Navarro     |
| 28 | Uruguay (bandiera)   | D     | Maxi Villa       |

## Presidenti

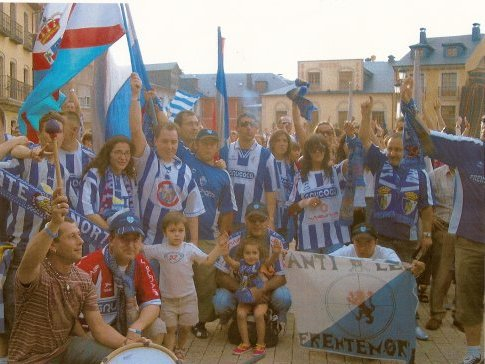
I Tifosi del Ponferradina

| - 1922-1923: Rogelio López Boto - 1923-1926: Fernando Miranda Hurtado - 1926-1927: José María Álvarez - 1927-1928: Pedro Barrios Camaño - 1928-1931: Fernando Miranda Hurtado - 1931-1935: José Domingo Vázquez - 1935-1936: Segundo Trincado Fernández - 1936-1946: Fernando Miranda Hurtado - 1946-1947: Gustavo Bodelón Nieto - 1947-1949: Mariano Árias Juárez - 1949-1961: Antonio Fernández Fernández - 1961-1964: Feliciano González Azgárate | - 1964-1964: Emilio Tahoces Pérez - 1964-1966: Manuel García Granero - 1966-1972: Feliciano González Azgárate - 1972-1973: Antonio Domingo Laredo - 1973-1978: José María Agudo Yáñez - 1978-1982: Feliciano González Azgárate - 1982-1986: Porfirio Fernández Rodríguez - 1986-1994: Delfrido Pérez Vales - 1994-1996: Martín Pérez Fernández - 1996-1997: Lisardo González Rodríguez - 1997-1999: Delfrido Pérez Vales - 1999-: José Fernández Nieto |